# Izaskun Bilbao
Izaskun Bilbao Barandica (Bermeo, 27 maggio 1961) è una giurista e politica spagnola di origini basche.

## Biografia
Nata a Bermeo da una famiglia di pescatori, Bilbao si laurea in giurisprudenza all'Università di Deusto, per poi conseguire un master in amministrazione aziendale all'Università dei Paesi Baschi. Membro del Partito Nazionalista Basco (EAJ-PNV), fra il 1987 e il 1991 è eletta consigliera comunale di Bermeo, mentre nel 1996 viene designata come direttrice dei servizi nel Dipartimento basco degli affari interni, incarico che occuperà per due anni. È stata, inoltre, controllora finanziaria del comune di Kortezubi.
Fra il 1998 e il 2009 è stata eletta come deputata del Parlamento basco, del quale è presidente dal 2005 al 2009, la prima donna a ricoprire tale incarico. È stata selezionata come capolista del Partito Nazionalista Basco per le elezioni regionali del 2009, ma nello stesso anno viene eletta europarlamentare dell'EAJ-PNV, nel gruppo parlamentare dell'ALDE. Viene rieletta alle europee del 2014 e del 2019, anno nel quale l'EAJ-PNV passa a far parte del gruppo parlamentare Renew Europe.
Di madrelingua basca, parla fluentemente anche spagnolo e francese.

## Incarichi ricoperti
Nel corso della sua carriera ha ricoperto i seguenti incarichi politici:

### Organi di governo locali
- 1987-1991: consigliera del comune di Bermeo, con delega all'urbanismo e alla cultura.

### Parlamento basco
- 1998-2001 (VI Legislatura): presidente della Commissione Agricoltura e Pesca; membro della Commissione Istituzioni e Affari Interni, della Commissione Economia e Bilancio, e della Commissione Donne e Giovani;
- 2001-2005 (VII Legislatura): deputata del Parlamento basco; presidente della Commissione Agricoltura e Pesca; membro della Commissione Istituzioni e Affari Interni, della Commisssione Industria, Commercio e Turismo, della Commissione Donne e Giovani, e della Commissione di Controllo del Bilancio;
- 2005-2009 (VIII Legislatura): Presidente del Parlamento basco.
- marzo 2009-luglio 2009: parlamentare del Parlamento basco.

### Organi di governo regionali
- 1989-1994: Direttrice dei servizi del Dipartimento della Cultura del Governo basco;
- 1996-1998: Direttrice dei servizi del Dipartimento degli Affari Interni del Governo basco.

### Istituzioni europee
- 2009-attuale: Europarlamentare;
- 2014-2019: Vicepresidente del Gruppo dell'Alleanza dei Democratici e dei Liberali per l'Europa;[5] vicepresidente della Delegazione per le Relazioni coi Paesi della Comunità andina; membro della Commissione Trasporti e Turismo e della Commissione Pesca; membro della Delegazione all'Assemblea Parlamanetare Euro-Latinoamericana; supplente nelle commissioni Instrustia, Ricerca ed Energia e nella Delegazione per le relazioni con gli Stati Uniti d'America.[2]